# ناحیه کلاکینگ، میشیگان
ناحیه کلاکینگ (به انگلیسی: Klacking Township) یک منطقهٔ مسکونی در ایالات متحده آمریکا است که در شهرستان اوگماو واقع شده‌است.
 ناحیه کلاکینگ  ۶۱۴ نفر جمعیت دارد و ۳۸۴ متر بالاتر از سطح دریا واقع شده‌است.